# Campana Sigismondo

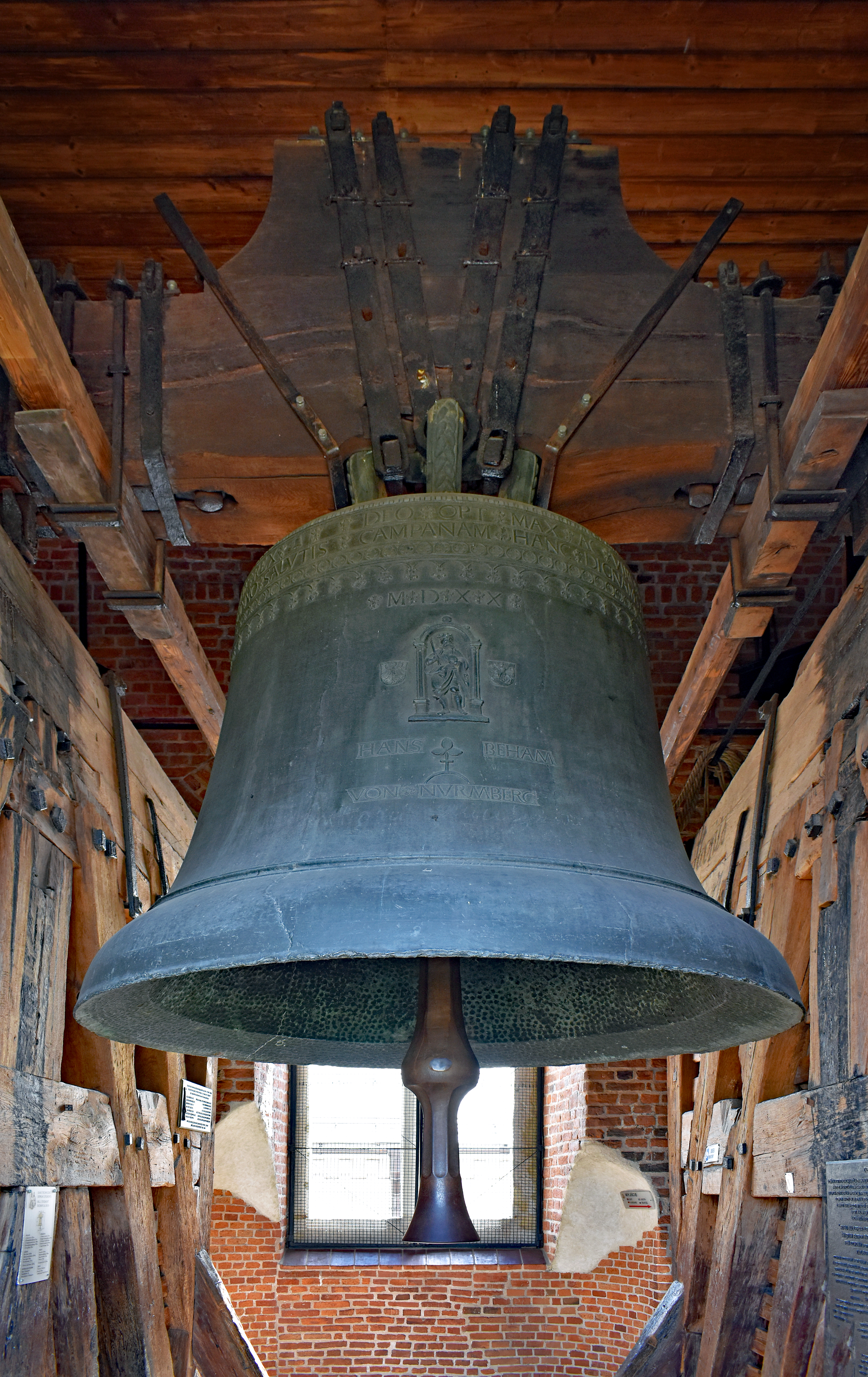
La campana Sigismondo ai giorni nostri

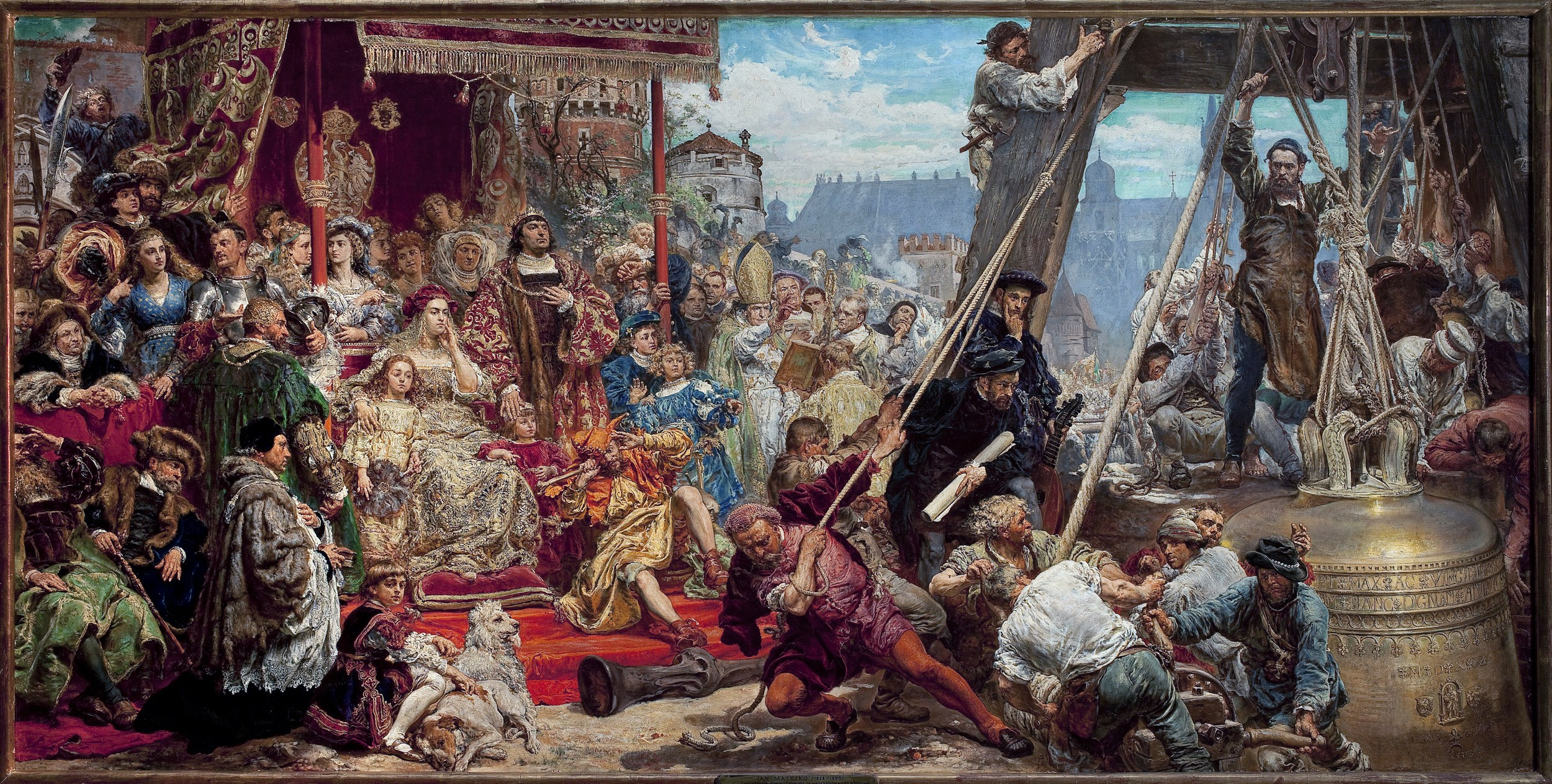
La campana Sigismondo dipinto da Jan Matejko (1874)

La campana Sigismondo (Dzwon Zygmunt in lingua polacca) è la campana da chiesa più grande della Polonia, è ubicata nella cella campanaria della Cattedrale del Wawel a Cracovia. Venne fusa nel 1520 da Johan Behem, e necessita di otto persone per essere suonata a distesa, occasione che capita solo nelle più grandi solennità.
La campana è stata realizzata in onore di Sigismondo I di Polonia.
La campana evoca eventi importanti per Cracovia e la Polonia, ad es. il 5 gennaio 2023 - durante i funerali di Benedetto XVI in Vaticano, o anche quando venne annunciata la morte di Giovanni Paolo II, il 2 aprile 2005.

## Caratteristiche
La campana è fatta di bronzo e pesa 10980 kg. È alta 2,58 m e larga 2,50 m alla base.

## Occasioni in cui poter ascoltare la campana
| Occasione                                                      | Data           |
| -------------------------------------------------------------- | -------------- |
| Maria SS. Madre di Dio                                         | 1º gennaio     |
| Epifania                                                       | 6 gennaio      |
| Domenica delle Palme                                           | data variabile |
| Sabato Santo                                                   | data variabile |
| Pasqua                                                         | data variabile |
| Lunedì di Pasqua                                               | data variabile |
| Domenica della divina misericordia                             | data variabile |
| S. Sigismondo di Borgogna                                      | 2 maggio       |
| Costituzione del 3 maggio 1791; Giorno della Regina di Polonia | 3 maggio       |
| S. Stanislao                                                   | 8 maggio       |
| Processione di S. Stanislao                                    | data variabile |
| Ascensione di N.S. Gesù Cristo                                 | data variabile |
| Pentecoste                                                     | data variabile |
| S. Edvige                                                      | 8 giugno       |
| Corpus Domini                                                  | data variabile |
| SS. Pietro e Paolo                                             | 29 giugno      |
| Assunzione della B.V. Maria;                                   | 15 agosto      |
| S. Venceslao I, Duca di Boemia                                 | 28 settembre   |
| Solennità di tutti i santi                                     | 1º novembre    |
| Commemorazione dei defunti                                     | 2 novembre     |
| Giorno dell'indipendenza della Polonia                         | 11 novembre    |
| Festa di Cristo Re                                             | data variabile |
| Immacolata Concezione                                          | 8 dicembre     |
| Vigilia di Natale                                              | 24 dicembre    |
| Natale                                                         | 25 dicembre    |
| S. Stefano                                                     | 26 dicembre    |

## Riferimenti
- Le scene iniziali della miniserie televisiva Karol - Un uomo diventato papa si aprono con la grossa campana che viene suonata a distesa per dare l'allarme sull'invasione del territorio polacco da parte delle truppe tedesche: è il 1939 ed il giovane Wojtyła dà il cambio ad uno degli studenti universitari (alcuni sono suoi amici) intenti a suonarla.
- L'issatura della campana è raffigurata in un dipinto di Jan Matejko del 1874